# Biotehnološko oružje
Biotehnološko oružje razvija se zahvaljujući povezivanju prirodnih i inženjerskih znanosti.

## Razvoj biotehnološkog oružja
Prvi svjetski rat specifičan je zbog uporabe oko 120 000 tona (NATO izvor) "neposredno" izumljenih i sintetiziranih bojnih otrova i kemijskog oružja, dok je II. svjetski rat zaobišla ta nekonvencionalna ugroza, ali zato je bio "okrunjen" nuklearnim eksplozijama, proizvodom željno očekivanog izuma - nuklearne energije, koja se tada iskoristila protiv čovjeka. Zaljevske ratove obilježio je golemi porast prisutnosti štetnih tvari i pojava kemijskog, radiološkog i biološkog podrijetla.
Osim toga, devedesetih godina prošloga stoljeća svjedoci smo revolucije informacijsko-komunikacijske tehnologije. Nagli napredak informacijsko-komunikacijske tehnologije i njezina primjena u suvremenom ratovanju imali su pozitivan učinak - manji broj žrtava, kako vojnika tako i civila, a taj trend smanjivanja broja nedužnih žrtava će biti u porastu u narednim vojnim operacijama. Koliko se toga samo u posljednjih pedesetak godina promijenilo u načinu ratovanja zbog naglog razvoja raznih tehnologija.
Iako postoji uzrečica "povijest se ponavlja", svaki je događaj sam po sebi jedinstven, pa je teško predvidjeti što bi moglo karakterizirati buduće sukobe i ratove.
S obzirom na trend, očito se može pretpostaviti veća uporaba i širenje sredstava za masovno uništavanje, nekonvencionalnih ugroza, ali i ugroza koje prijete na molekularnoj razini.
Biotehnologija je znanost koja se strahovito razvila u posljednjih desetak godina i ima golemi utjecaj na ostale znanosti i tehnologije, ali i na globalnu ekonomiju i industriju. Nije to više tehnologija koja služi samo za dobivanje piva ili penicilinskih lijekova, već mnogo više od toga. Za vojne potrebe, dostignuća te znanstvene discipline najviše se rabe za potrebe medicinske zaštite. No, sudeći po razvoju metoda i pronalascima, to će u bližoj budućnosti biti samo jedan dio u kojem će ta tehnologija biti prisutna.
Veliku ulogu u istraživanjima i širenjima spoznaja od zemlje prema moru, zraku i svemiru imaju elektronika i informatika.
Identično tome, kao što te grane i djelatnosti imaju golemu ulogu u istraživanju (makro)prostora i u gospodarenju njime, tako i suvremena biotehnologija vlada jednim drugim prostorom - mikrokosmosom životnih struktura. Metode biotehnologije omogućuju izravan pristup u mikrokozmos samog bića - u organizam, pojedine organe, strukture, tkiva i metaboličke puteve. I manipulaciju njime. Ako se te spoznaje uporabe na onome koji ratuje, može se smanjiti njegova učinkovitost, a dobiva se i precizna kontrola njegove učinkovitosti. I sve to samo djelovanjem na molekularnoj razini.
Pruski strateg Carl von Clausewitz rekao je jednom prilikom: "Rat. .. to je čin nasilja u kojem prisiljavamo našeg protivnika da ispuni naša htijenja". Njegov sljedbenik Wu Qiong nadodao je: "Koncepcijski gledano, oduzeti neprijatelju snagu kojom pruža otpor, realni je cilj ratovanja".
Ovo je era genetičkog inženjerstva i biotehnologije. To potvrđuje i činjenica da od 90-ih godina na ovamo, više od polovice značajnih događaja ("Breakthroughs of Year") u području znanosti i tehnologije otpada na biotehnologiju i biomedicinu (po izvoru Science magazina). Ti pronalasci su velika vrijednost za svakodnevni život, ali i za vojne svrhe. Najznačajniji projekt iz tih područja je Human Genome Project (HGP).
Human Genome Project (HGP) izveden je pomoću tehnika i metoda genetičkog inženjerstva i biotehnologije, a dobivene spoznaje o strukturi DNA i funkcioniranju prijenosa informacija na molekularnoj razini još više su potaknule razvoj biotehnologije. Tim projektom definiran je mikrokosmos živoga, ušlo se u područja više-manje svih razina u organizmu i stekla cjelokupna slika funkcioniranja živog svijeta. Otkrića genetičkih struktura, proučavanja odnosa: struktura - funkcija i odnosa: struktura - zdravlje, šire mogućnosti primjene biotehnologije na molekularnoj razini.

U načelu, kada se spozna struktura i funkcija nekog živog sustava, tehnikama biotehnologije može se utjecati i na strukturu i na funkciju živoga sustava. To svakako stvara dobru podlogu za vojnu uporabu.
Bioinformatika prikuplja sva saznanja o genima i proteinima. Onaj tko bude imao više bioinformacija, imat će i premoć u razvoju i primjeni biotehnologije.
Mnoga otkrića molekularne biologije zanimljiva su i za vojne svrhe, kao npr.: rekombinacija DNK, modifikacija gena, kloniranje gena, ekspresija gena, markiranje gena, tehnologija matičnih stanica, manipulacija s kulturom tkiva, itd.
Za dobivanje "kompletne slike" o funkcioniranju genoma, potreban je širi pristup od pristupa genetike. U te svrhe razvila se genomika - aktivnost koja proučava fukcioniranje svih gena (genoma) u cjelini i pronalazi veze između gena i "cjelokupnog zdravlja i bolesti".
Genomička istraživanja omogućuju praćenje biokemije bolesti ljudske populacije, odnosno fizioloških poremećaja pomoću odnosa bolest - "sumnjivi" gen.
Da bi istraživanja na molekularnoj razini bila sveobuhvatna, rade se i proteomička istraživanja. Proteomika, kao važna znanstvena disciplina za dobivanje bioinformacija, izučava vezu između strukture i funkcije proteina. Iz perspektive vojne medicine, ona je most između vojnog cilja i praktične tehnologije. S razvojem proteomike, znanstvenici mogu otkrivati i objašnjavati "proteinski ključ", funkciju i ulogu proteina u pojedinoj fiziološkoj funkciji u organizmu, ali i vešestruke fiziološke funkcije proteina pojedinačno. Svi ti biopodaci mogu osigurati vrlo precizne modele za vojni napad ili obranu i pomoći razvoju zaštite i oružja na molekularnoj razini. Utrka u stvaranju oružja i zaštite je slučaj kao i s utrkom u stvaranju računalnih virusa i antivirusnih programa.
Tehnikama genetičkog inženjerstva moguće je postići još jedan zanimljiv postupak u biotehnologiji, a to je transgeneza. 
Transgeneza je postupak ugradnje gena (odnosno rekombinantne DNA) u genom nekog organizma koji taj gen ili gene prirodno ne posjeduje, a u svrhu dobivanja određenih svojstava ili čak proizvoda. Danas se transgeneza može uspješno provesti na ribama, ovcama, kozama, govedima i za potrebe istraživanja na mišjem modelu. Takva (vrlo uspješno) kontrolirana genska manipulacija te kontrola genske ekspresije zanimljiva je svakako i za vojne svrhe.

## Humana i "agresivna" biotehnologija
Moderna biotehnologija ima važnu ulogu u tretmanu ratnih ozljeda i ostalih posljedica, prevenciji i dijagnozi raznih bolesti i zaštiti od kemijskih i bioloških agensa te toksina. Metodama koje se rabe u genomici i proteomici može se u humane svrhe modificirati ljudsko tkivo.
S druge strane, primjene biotehnoloških tehnika i proizvoda na ljudski organizam mogu biti i štetne, na način da se promijene (poremete) njegove biološke funkcije.
Razjašnjavanje veze između strukture i funkcije, kako određenih spojeva tako i ciklusa u ljudskom organizmu, pomoglo je da se pronađu i mnogi fiziološki aktivni spojevi, tj. molekule aktivne u "živom mediju".
Već sada postoje uvjeti za dizajniranje, kontrolu i rekonstrukciju molekula ili biokemijskih spojeva, koje mogu biti jako slične ili potpuno iste (ovisno o potrebi i željenom učinku) kao molekule i spojevi koji postoje u organizmu, a nazivaju se bioregulatori i imaju svoju konkretnu funkciju u organizmu.
Tako dizajnirane makromolekule su ustvari simulanti, mogu unosom u organizam u vrlo malim dozama poremetiti biokemijsku ravnotežu u stanici i stvoriti narušeno fiziološko stanje, primjerice poremetiti krvni tlak, rad srca, kontrakcije mišića, itd.
Možemo reći da je cilj "agresivne" biotehnologije u prvom redu poremetiti ravnotežu u nekom biosustavu.
Pojednostavljeno rečeno: rat je jednostavan ljudski čin kojim se želi slomiti snaga neprijatelja, biotehnološko oružje uporabljeno u ratovanju imalo bi za posljedicu samo slamanje neprijateljske snage, ali nekontrolirana uporaba mogla bi imati dugosežne posljedice (namjerno željenu ili čak neželjenu i nepredviđenu) na ljudsku populaciju.

### Biotehnološko oružje s obzirom na cilj
Taktički gledano, vrsta i snaga biotehnološkog oružja može se izabrati s obzirom na željeni cilj, tako da mete mogu biti: geni, proteini, stanice, tkiva ili organi.
Višestruka oštećenja organizma nastaju od posebno dizajniranog biotehnološkog oružja.
Za izradu takvog oružja potrebni su geni koji mogu sintetizirati proteine štetne na bilo koji način za organizam.
Načelno je postupak sljedeći: kada se dva ili više gena ili neka DNK regija izolira, potrebno ih je ugraditi u vektor. Vektor služi za prijenos takvih gena do stanice ljudskog organizma, nakon čega dolazi do njihove ekspresije i sinteze proteina koji uzrokuju poremećaje i oštećenja. Za vektor se obično uzimaju kratke neovisne dvolančane DNA, tzv. plazmidi. Plazmidi se prirodno nalaze u stanicama bakterija i neovisni su o bakterijskoj DNA.
Ugradnjom segmenta DNA s izoliranim genima dobiva se konstrukt koji svojim djelovanjem može prouzročiti višestruka oštećenja na razne načine. Ekspresijom tih gena mogu se dobivati razni toksini, bioregulatori i razne druge makromolekule slične ili iste kao i neki stanični ili signalni proteini koji svojim prisustvom mogu poremetiti biokemijsku ravnotežu prvo u stanici, a zatim i u cijelom organizmu. Simptomi mogu biti zakašnjeli, pa kada se već bolest razvije, terapija može biti neučinkovita.
Osim navedenih plazmida, zanimljivi za prijenos genetskog (DNA) materijala (kao vektori) su i virusi. Virusi, posebice retro - i adenovirusi, iako organizmi na granici živog i neživog, i bez metabolizma, poznati su po prijenosu i zamjenjivanju, "transfekciji" gena, kako međusobno tako i s drugim organizmima.
Osim manipulacije genima, promjene na molekularnoj razini mogu se izvesti i mutacijama DNA izazvanim izravno induciranom energijom.
U ovom slučaju ne radi se o oružju u obliku agensa, koji mora napasti organizam da bi prouzročio štetu, već o ultravioletnim zrakama vrlo visokog inteziteta. U načelu, UV zrake uzrokuju pucanje jednog ili oba lanca DNA. Popravci jednog lanca DNA jako su česti (oko 20 000 puta dnevno), a nastaju zbog izlaganja sunčevom UV zračenju, i na sreću su jednostavni i ostvarivi uz pomoć enzima, ali jedna precizna UV zraka visokog inteziteta na "strateški" važno mjesto na DNA može dovesti do trajnih oštećenja na određenom lokusu (mjestu DNA) ili genu, i to lomom oba lanca. Takvo oštećenje u stanici ne može se popraviti i dovodi do promjene ili gubitka funkcije.
Humani primjer izravne ugradnje DNA vezan je za gensku terapiju. Znanstvenici fakulteta u Wisconsinu uspjeli su za potrebe genske terapije "ogoliti" DNA, odnosno izolirati dio te molekule koja im je potrebna za terapiju i injektirati u krvnu žilu. Taj genetski materijal krvnom žilom lako je dostupan mišićnim stanicama.
Spoznaje proizašle iz ovih istraživanja provedive su i za dostavu određenih spojeva ili same DNA u organizam u svrhe poremećaja biokemijske ravnoteže. Za prijenos takvog biokemijskog oružja potrebno je konstruirati "mikrometak" (makromolekulu) na čijoj površini će biti "ogoljena" DNA ili pak plazmidnu DNA s patogenim genima. "Mikrometak" se može dostaviti u organizam na razne načine, primjerice inhalacijom.
Tako dostavljena DNA s patogenim genima izravno u organizam integrira se u stanici i uzrokuje bolest ili točno ciljano oštećenje na DNA.

### Superiornost biotehnološkog oružja
Humanost u vođenju ratovanja je u posljednje vrijeme stavljena u središte pažnje. Bespotrebne žrtve se nastoje svesti na minimum, a protiv neprijatelja se izabiru sredstva i oružja koja će slomiti samo njegov otpor i odvratiti ga od namjera. Oružja za masovno uništenje, pošto nemaju ograničeno djelovanje, štoviše, u većini slučajeva mogu imati i nepredviđeno, zbog navedenoga se sve više pokušavaju staviti pod kontrolu nadzorima i konvencijama (zabranama).
Vremena zahtijevaju nova oružja, a moderna biotehnologija može pridonijeti izradi jednog takvog oružja kao "humanog", s ograničenim i vrlo preciznim djelovanjem uz lako praćenje karakteristika ozljeđivanja.
Još je nepoznato kako danas orijentirati modernu biotehnologiju za izradu istoimenih oružja, za precizno napadanje mete u organizmu i stvaranje "ultramikro", neletalnih i reverzibilnih oštećenja, ali takva oružja konačno mogu zamijeniti metode "fizičkog uništenja", sa svojom sposobnosti "uništavanja unutar granica smrtnosti", koje je bila karakteristika ratovanja prije izuma baruta.
Kada bi se uzele u obzir sadašnje mogućnosti biotehnologije u civilne svrhe te iskoristile za izradu biotehnološkog oružja, izdvaja se nekoliko njegovih specifičnosti.

#### Specifičnost ranjavanja
Specifičnost ranjavanja je u tome što se od tako modeliranog oružja dobivaju precizni pogodci u organizmu, tj. preciznost ozljeđivanja organizma je maksimalna, a ozljeđivanje je time minimalno, odnosno dostatno za odvraćanje ili lomljenje neprijateljeve sile. Tom ostvarenju specifičnosti najviše pridonose bioinformacije dobivene u Projektu izrade ljudskog genoma (Human Genome Project, HGP) i od istraživanja iz proteomike. Ako postoje bioinformacije o ciljanom genomu ili proteomu određene populacije, uključujući svakako etničke skupine ili pojedince, može se dizajnirati takav "reverzibilni ranjavajući" agens koji napada samo neprijatelja, dok je ostali dio populacije koji ne ulazi u kategoriju neprijatelja pošteđen tog oružja. Sve se praktično svodi na raznolikost svojstava unutar ljudske vrste. Učestalost svojstava slična je u istih populacija i različita između različitih populacija. Primjerice, domaća (urođenička) populacija američkog kontinenta središnje i južne Amerike ima karakteristične krvne grupe jer im u sustavu ABO krvnih grupa nedostaju geni za A i B. Drugi primjer je vezan za stanovništvo zapadne Afrike. Naime, ta populacija ima neobično visoku učestalost srpaste anemije koja je također genetski prouzročena.
Takvih primjera ima mnogo, jer svaka populacija na razini nacije ili rase ima neka svoja specifična svojstva koja niti jedna druga populacija nema, a informacija je zapisana u genima. Proučavanjem genetske šifre s aspekta populacijske genomike moguće je doći do konkretnih spoznaja o različitostima među populacijama i sličnostima među jedinkama iste populacije izrađujući kartu svih gena ("gene pool") neke populacije. Ti podaci mogu biti neobično korisni zbog uporabe precizno modeliranog onesposobljavajućeg biotehnološkog oružja s ograničenim i "humanim" djelovanjem, a mogu biti i štetni ako se iskoriste, primjerice, u terorističke svrhe. Oštećenja (ozljede) mogu biti ograničene na specifičnu gensku sekvencu ili na specifičnu proteinsku strukturu. Ali, postoji mogućnost usmjeriti napad i na točno određenu molekularnu razinu u organizmu.
Manipuliranjem genima, može se napasti ili ozlijediti jedna ili više ključnih fizioloških ljudskih funkcija (sposobnost učenja, pamćenja, održavanja ravnoteže ili izvođenje jedne ili više motoričkih aktivnosti), i to bez opasnosti za život (reverzibilno).

#### Ultramikro oštećenja
Prilikom odabira načina napada biotehnološkim oružjem postoje dva izbora: nukleotidne sekvence (DNA) ili proteinske strukture. To znači da se može uzrokovati fiziološki poremećaj u organizmu izazivanjem ultramikro oštećenja na genskoj ili proteinskoj strukturi. Precizno ultramikro oštećenje na mete kao što su geni i proteini jedna je od specifičnosti biotehnološkog oružja, dok sva ostala oružja izravno oštećuju mišiće i organe.

#### Tajnovitost (skrovitost)
Detekcija i predviđanje konkretnih učinaka ovog oružja za neprijatelja je gotovo nemoguća. Tek nakon očite onesposobljenosti svojih snaga, neprijatelj će shvatiti da je napadnut.
U tom smislu, biotehnološko oružje je oružje izrazito taktičke prirode.

#### Sposobnost kontrole i sposobnost obnavljanja
Stupanj oštećenja koje biotehnološko oružje proizvodi u danom trenutku može se u laboratoriju precizno odrediti. Može se čak osigurati antidot ili terapija. Pružanje takvih bioinformacija neprijatelju bila bi prava "milost" prema njemu.

#### Teškoće u poduzimanju mjera zaštite za neprijatelja
Zbog velikog broja živih (mikro)organizama kojima se može koristiti vojna biotehnologija u konstrukciji biotehnološkog oružja i zbog toga što tako mnogo mjesta na ljudskom genomu i proteomu mogu biti napadnuti i oštećeni na tako mnogo načina, konačna dijagnoza i brzo liječenje je otežano. Raspored gena ili proteinske strukture je poput specifičnog ključa. Samo konstruktor takvog oružja ima ključ, a neprijatelj nema baš mogućnosti pronaći "profil" tog ključa.

### Usporedba biotehnološkog s biološkim oružjem
Kada bi suvremena biotehnologija bila primijenjena u vojnom području - za proizvodnju oružja kao izlaznog proizvoda, to oružje bilo bi fundamentalno različito od tradicionalnog biološkog (bakteriološkog) oružja.
"Tradicionalno" biološko oružje usmjereno je na masovno uništenje. Ono ovisi o mikrobiologiji koja se koristi destruktivnim bakterijama, virusima i toksinima dobivenim izravno iz prirode ili metodama genetičkog inženjerstva. Može prouzročiti velike ljudske gubitke, a posebice može utjecati na borbeni moral. Zbog svojih karakteristika, to oružje je teško predvidljivo, teško ga je obuzdati i suprotstaviti mu se. Osim što pogubno djeluje na čovjeka, biološko oružje djeluje i na stoku, usjeve i devastira ekološki sustav. Biološko oružje osmišljeno je na ideji da što više ubija i izaziva veću katastrofu, to bolje. Ono je subjekt prirode, teško ga je kontrolirati i ima ireverzibilan učinak.
Biotehnološko oružje označavale bi sasvim drukčije karakteristike. Ono je strogo selektivno, precizno, za metu uzima molekularne razine u organizmu, ne mora biti smrtonosno i ima reverzibilan učinak. Taktički gledano, kao što je informacijsko-komunikacijska tehnologija spomenuta na početku ove priče u pozitivnom kotekstu, koja je bila uporabljena u suvremenim sukobima i ratovima te smanjila broj žrtava, tako i biotehnološko oružje može smanjiti broj nepotrebnih žrtava. Jedini cilj tog oružja bi bio da se slomi snaga neprijatelja i da se (samo) on privremeno ili trajno onesposobi za daljnja djelovanja. Takve karakteristike ga svrstavaju u kategoriju "humanih oružja"
Osim toga, razvojem vojne biotehnologije pridonosit će se detekciji raznih bioloških agenasa, od prirodnih do genetski modificiranih.
Vojna biotehnologija još nije postala instrument vojne snage. Zakoni, pravila i osnovne karakteristike vojne biotehnologije i oružja još nisu sasvim poznati.
Za potpunu kontrolu pri uporabi, potreban je veći napredak u području genomike i proteomike zbog važnih bioinformacija, ali i napredak u tehnikama biotehnologije. Unatoč tome, brzi razvoj moderne biotehnologije govori u prilog tome da dan kada će ona imati punu vojnu primjenu nije tako daleko.  Uz sve navedene karakteristike "humanog oružja", biotehnološko oružje može se itekako zloporabiti. U te svrhe trebaju se stvoriti jasna pravila igre i zakoni koji će kontrolirati takvo oružje. Razvoj biotehnologije i molekularne biologije ne može se zaustaviti, ali se njihova primjena može pravnim sredstvima staviti u okvire etičnog, moralnog i čovjeku korisnog.
U svakom slučaju, u bliskoj budućnosti, kada se vojna biotehnologija razvije, imat će revolucionarni učinak na organiziranje vojnih snaga i vojnu taktiku u cjelini.